# Сульфат алюмінію
Сульфа́т алюмі́нію, алюмі́ній сульфа́т — неорганічна сполука, алюмінієва сіль сульфатної кислоти складу Al2(SO4)3.

## Фізичні властивості
Сульфат алюмінію — це сіль білого кольору з сірим, блакитним або рожевим відтінком, при звичайних умовах існує у вигляді кристалогідрата Al2(SO4)3·18H2O — безбарвних кристалів. При нагріванні втрачає воду не плавлячись, при прожарюванні розпадається на Al2O3 і SO3. Добре розчиняється у воді. Технічний сульфат алюмінію можна отримати, обробляючи сульфатною кислотою боксит або глину, а чистий продукт, — розчиняючи Al(OH)3 в гарячій концентрованій H2SO4.

## Отримання
Сульфат алюмінію отримують взаємодією гідроксиду алюмінію з сірчаною кислотою:
{\displaystyle \mathrm {2Al(OH)_{3}+3H_{2}SO_{4}\longrightarrow \ Al_{2}(SO_{4})_{3}+6H_{2}O} }
Також його можна отримати взаємодією сульфату міді(II) (мідного купоросу) та алюмінію:
{\displaystyle \mathrm {2Al+3CuSO_{4}\longrightarrow \ Al_{2}(SO_{4})_{3}+3Cu} }

## Хімічні властивості
Сульфат алюмінію розкладається при температурах від 770 до 860 °C:
{\displaystyle \mathrm {2Al_{2}(SO_{4})_{3}\ {\xrightarrow {770-860\ ^{\circ }C}}\ 2Al_{2}O_{3}+6SO_{2}+3O_{2}} }

## Застосування
Сульфат алюмінію використовується для очищення води господарсько-питного та промислового значення, також він використовується в паперовій, текстильній, шкіряній та інших галузях промисловості.
Використовується як харчовий додаток E-520.